# Scherz

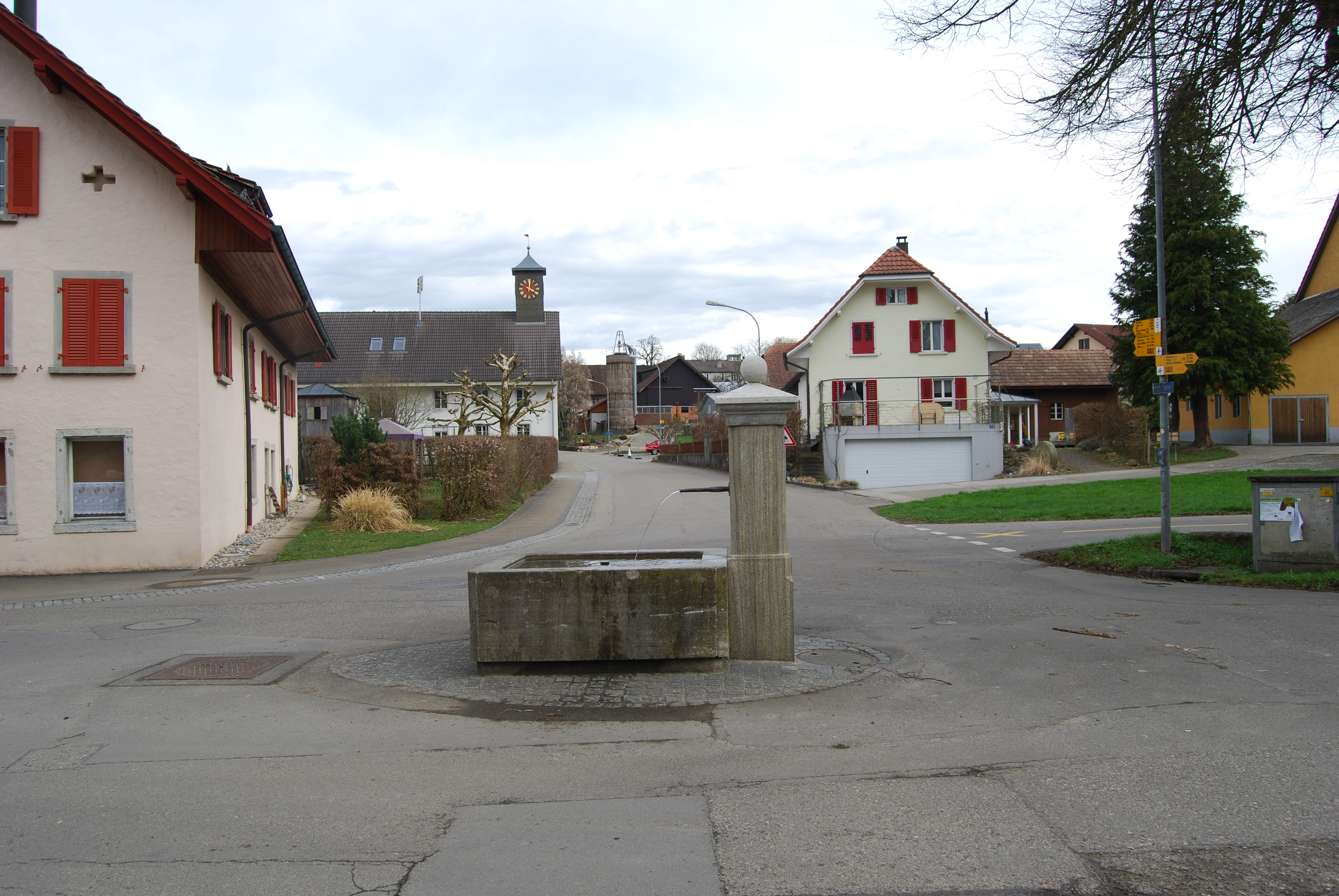
Centrum i Scherz.

Scherz (schweizertyska: Schärz) är en ort i kommunen Lupfig i kantonen Aargau, Schweiz. Orten var före den 1 januari 2018 en egen kommun, men inkorporerades då in i kommunen Lupfig.